# Soga no Umako
Soga no Umako (蘇我 馬子, 551? - 19 de junho de 626) era o filho de Soga no Iname, um dos líderes mais impotantes do Japão e um membro do poderoso Clã Soga, do Japão.
Umako conduziu reformas políticas com o Príncipe Shōtoku durante os reinados do Imperador Bidatsu e da Imperatriz Suiko
e estabeleceu a força do clã Soga no governo ao casar sua filha com membos da família real.
Em 552, ele recebeu uma missão diplomática da Coreia, que trouxe consigo imagens budistas e textos sagrados. Umako foi profundamente impressionado pela filosofia budista e decidiu apoiar sua disseminação no Japão.
Ele construiu o Templo de Asukadera, um dos primeiros templos budistas do Japão, em 588. Além disso, Umako também apoiou a construção de outros templos budistas e promoveu a tradução de textos budistas para o japonês.
Naquela época, o clã Soga empregou imigrantes vindos da China e Coreia, obtendo tecnologia e conhecimento. Soga no Umako derrotou Mononobe no Moriya na Batalha de Shigisan, assegurando a dominância dos Soga. Em 15 de janeiro de 593, relíquias de Buda foram depositadas dentro da pedra fundamental embaixo de um pilar de um pagode em Asukadera (Hokoji, naquela época), um templo que Umako mandou construir, de acordo com a seção Suiko do Nihongi.

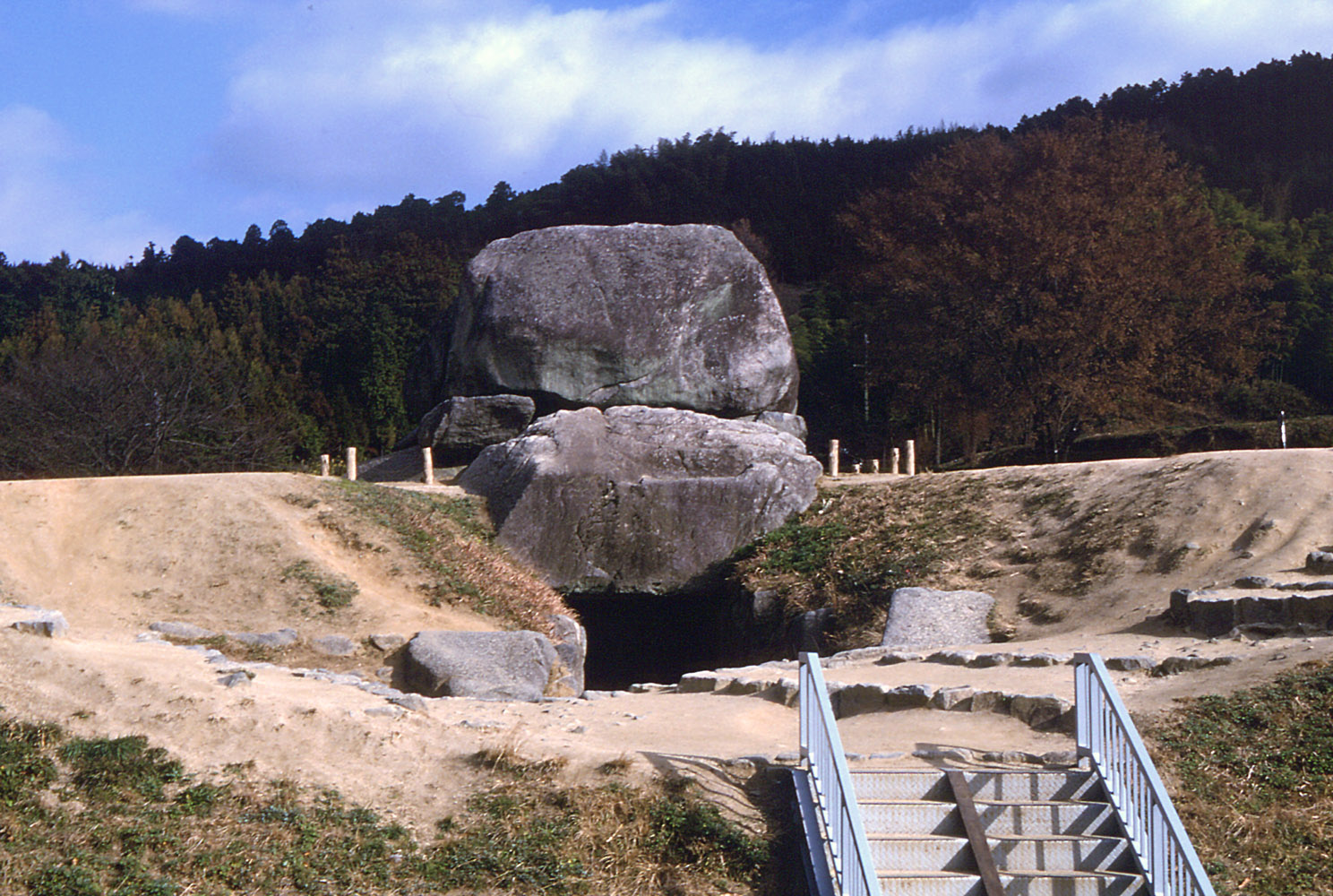
O kofun de Ishibutai é considerado o provável lugar onde Soga no Umago foi enterrado.

Acredita-se que o Kofun de Ishibutai é o local onde se localiza a tumba de Soga no Umako.
O Clã Soga (Que era o clã de Soga no Umako) foi uma das famílias aristocráticas mais dominantes do Japão durante o século VII, no período Asuka. Ela desempenhou um importante papel na propagação do budismo no país.
Apesar das controvérsias, Soga no Umako é lembrado como um estadista visionário que ajudou a introduzir o budismo no Japão e a promover a cultura e a religião do país.

## Genealogia
A esposa de Shoga no Umako era uma filha de Mononobe no Ogushi e irmã de Mononobe no Moriya; eles tiveram cinco filhos:
- Soga no Emishi
- Soga no Kuramaro
- Kahakami no Iratsume, nomeado Imperador Sushun em 587, casado com Yamato no Aya no Atahe, em 592.
- Tojiko no Iratsume, nomeado Shotoku Taishi
- Hode no Iratsume, nomeado Imperador Jomei

| Precedido por Soga no Iname | Líder do Clã Soga 571 - 626 | Sucedido por Soga no Emishi |
| Precedido por Soga no Iname | Ōomi 571 - 626              | Sucedido por Soga no Emishi |